# Simon Pfretzschner
Simon Pfretzschner (* 6. Februar 2002) ist ein deutscher Volleyball- und Beachvolleyballspieler.

## Karriere Halle
Simon Pfretzschner spielte wie sein älterer Bruder Lukas für den ASV Dachau und die Nachwuchsmannschaft VC Olympia Berlin. Der Außenangreifer war mit beiden Mannschaften in der dritten Liga aktiv. 2017 wurde er mit dem ASV Dachau (zusammen mit Lukas) in Bitterfeld deutscher U18-Meister. Mit den deutschen Junioren gewann er im April 2018 die U18-Europameisterschaft in Tschechien. Die U19-Weltmeisterschaft im August 2019 verpasste er wegen einer Verletzung.

## Karriere Beach
Pfretzschner spielte von 2015 bis 2017 diverse Nachwuchsturniere mit wechselnden Partnern. Mit Jason Lieb wurde er 2017 deutscher U17-Meister. Auf der Techniker Beach Tour 2018 spielte er mit Leon Meier in Dresden und mit Rudy Schneider in Nürnberg jeweils die Qualifikation. Pfretzschner/Schneider erreichten bei der U19-Weltmeisterschaft in Nanjing den neunten Rang. Mit Lieb wurde Pfretzschner auch deutscher Meister der U18 und mit Meier Vierte des U19-Turniers. Pfretzschner/Meier wurden bei der U18-Europameisterschaft in Brünn Fünfte. Bei der Techniker Beach Tour 2019 kam Pfretzschner mit Filip John in Münster auf den neunten Platz. 2020 kam er in der Beach-Liga als Ersatzspieler mit Milan Sievers zum Einsatz. Über die Comdirect Beach Tour 2020 qualifizierten sich Pfretzschner/Sievers für die deutsche Meisterschaft. Dabei erreichten sie das Viertelfinale, in dem sie gegen die späteren deutschen Meister Julius Thole und Clemens Wickler ausschieden und damit Platz fünf belegten. Mit Momme Lorenz wurde Pfretzschner anschließend in Brünn U20-Vizeeuropameister.
Im kompletten Jahr 2021 musste Simon Pfretzschner verletzungsbedingt aussetzen. Ab 2022 spielt er mit Philipp Huster zusammen. Beim Future-Turnier der World Tour 2023 im thailändischen Satun gewannen die beiden ihr erstes internationales Turnier.